# Dècada del 2010
La dècada del 2010 comprèn el període d'anys entre el 2010 i el 2019, tots dos inclosos.

## Esdeveniments rellevants

### CiènciaiTecnologia
- 2 de març de 2004: Llançament del satèl·lit Roseta.
- 12 de novembre de 2014: Arribada del satèl·lit Roseta al cometa Txuri.

### Política
- 10 de juliol de 2010: gran manifestació a Barcelona amb el lema "Som una nació. Nosaltres decidim" com a resposta a la sentència judicial que retallava i reescrivia articles de l'Estatut de Catalunya.[2]

- 1 d'octubre de 2017: referèndum unilateral per la independència de Catalunya, no autoritzat per l'Estat Espanyol i reprimit amb duresa per la policia espanyola.[3]

- 9 de maig de 2018: el partit d'oposició Pakatan Harapan, liderat per l'antic primer ministre Mahathir bin Mohamad, va guanyar les eleccions de Malàisia, aconseguint el primer canvi de partit polític del país.

### Desastres
- 12 de gener de 2010: un terratrèmol a Haití de 7,0 en l'escala de Richter provoca 250.000 morts i una catàstrofe humanitària.
- 27 de febrer de 2010: un terratrèmol a Xile de magnitud 8,8 a l'escala de Richter deixa 500 víctimes i grans danys materials.
- 10 d'abril de 2010: un Accident del Tu-154 de la Força Aèria de Polònia president de Polònia Lech Kaczyński.
- 15 de febrer de 2011: comença la Guerra Civil Líbia, en la qual el poble es va revoltar contra el dictador Gaddafi, en la qual moren entre 1.500 i 8.000 persones, amb resultat cap al bàndol rebel el 23 d'octubre de 2011.
- 11 de març de 2011: un terratrèmol, seguit d'un tsunami al nord-est del Japó devasta la zona i provoca 19.000 persones mortes. A més, els efectes del tsunami causen una accident nuclear a la central de Fukushima i una greu crisi nuclear.
- 22 de juliol de 2011: un matança terrorista causada per la ultradreta Anders Behring Breivik a Oslo, on van morir 8 persones i a l'illa d'Utøya, on en va assassinar 69.
- 22 d'octubre: comencen els efectes de l'Huracà Sandy, que deixa 253 morts, de les quals 113 als Estats Units i 54 a Haití.

### Cultura
- La pel·lícula que va aconseguir més Oscars de la dècada fou Gravity (7 premis). La que va aconseguir més nominacions fou La La Land (14 nominacions).
- Estrena de la pel·lícula catalana Pa Negre (2010), guanyadora de 13 Premis Gaudí, 9 Premis Goya i primera pel·lícula en català candidata als Oscars (2011).[4]

Pòster de la pel·lícula Pa Negre

### Esports
- La Copa del Món de Futbol 2010 es va celebrar a Sud-àfrica
- Els Jocs Olímpics d'Hivern 2010 es van celebrar a Vancouver (Canadà)
- Els Jocs Olímpics d'Estiu 2012 es van celebrar a Londres (Anglaterra)
- Els Jocs Olímpics d'Hivern 2014 es van celebrar a Sotxi (Rússia)
- La Copa del Món de Futbol 2014 es va celebrar a Brasil
- Els Jocs Olímpics d'Estiu 2016 es van celebrar a Rio de Janeiro (Brasil)
- La Copa del Món de Futbol 2018 es va celebrar a Rússia
- Els Jocs Olímpics d'Hivern 2018 es van celebrar a Pyeongchang (Corea del Sud)
- Els World Roller Games 2019 es van celebrar a Barcelona (Espanya)

## Persones rellevants

### Activistes
- Malala Yousafzai (1997), activista pakistanesa que en 2014 esdevingué la persona més jove en ser guardonada amb un Premi Nobel.